# Pfarrkirche Gartenstadt

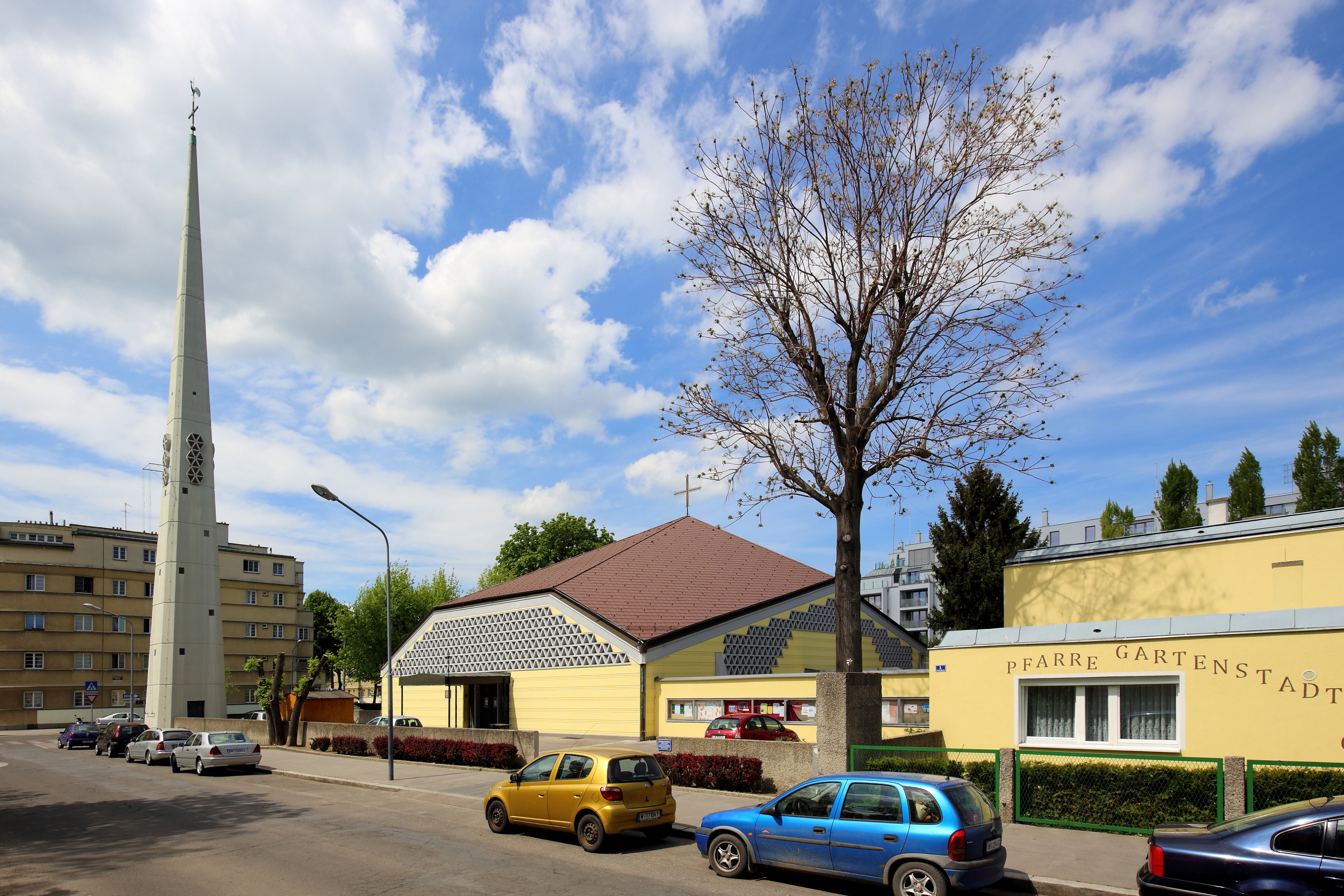
Katholische Pfarrkirche Blut Christi in Wien-Gartenstadt

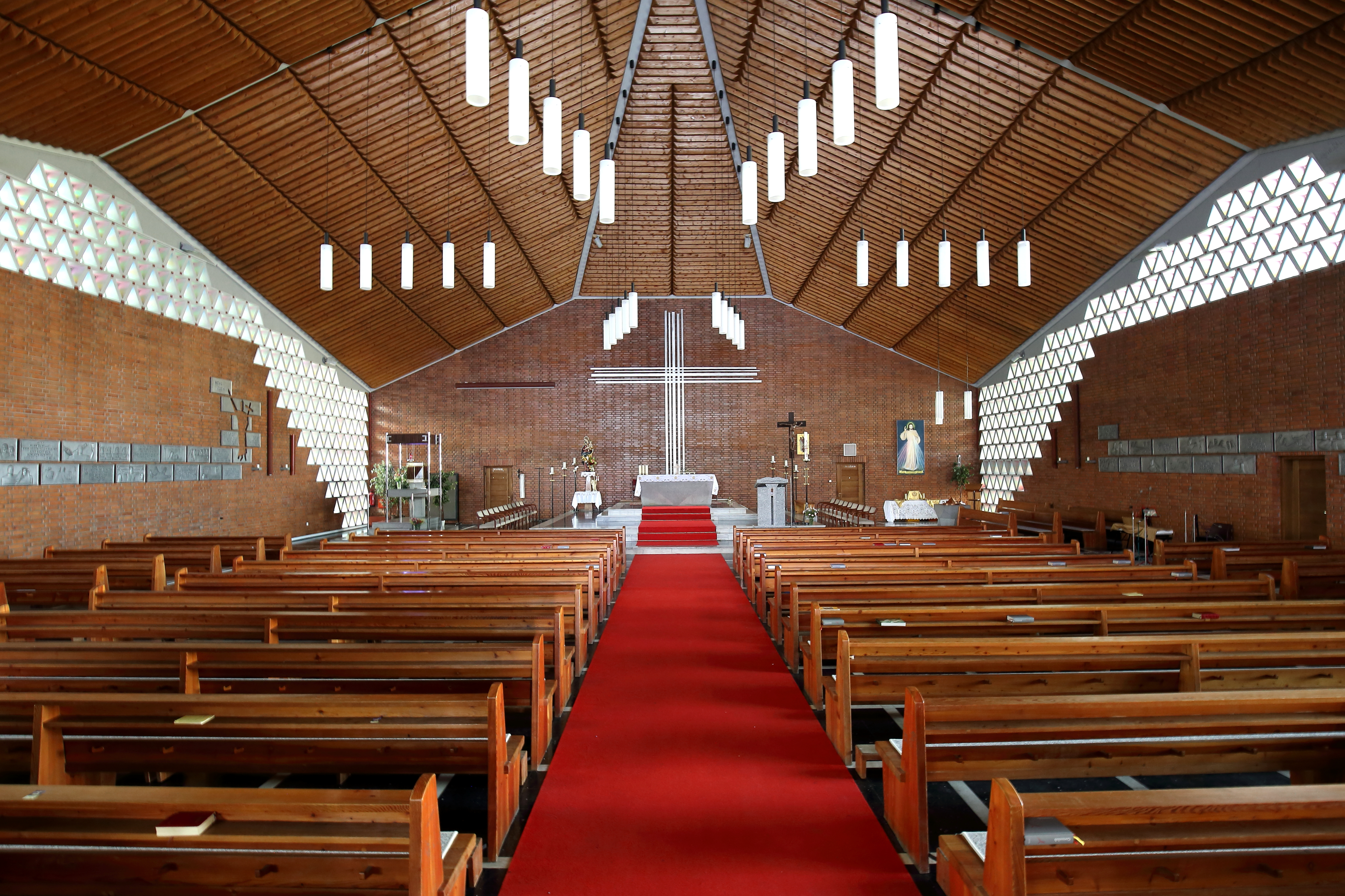
Innenansicht

Die Pfarrkirche Gartenstadt ist eine römisch-katholische Pfarrkirche im Stadtteil Gartenstadt im Bezirksteil Neujedlersdorf des 21. Wiener Gemeindebezirks Floridsdorf. Die Pfarre liegt im Stadtdekanat 21 des zur Erzdiözese Wien gehörenden Vikariates Wien Stadt. Sie ist dem Blut Christi geweiht und Teil des Entwicklungsraums Floridsdorf-West.

## Geschichte
In der Zeit zwischen den beiden Weltkriegen entstand die Notwendigkeit, in den Zuzugsgebieten der Stadt Wien jenseits der Donau neue Pfarrstationen zu errichten. 1926 bis 1933 war der als Gartenstadt konzipierte Karl-Seitz-Hof entstanden. Es gab jedoch wenig Geld für große Kirchenbauten. Daher richtete der spätere Prälat Josef Gorbach in einer der Militärbaracken auf dem ehemaligen Jedleseer Exerzierplatz 1935 eine Notkirche ein und leitete selbst die Gemeinde. Nach dem Zweiten Weltkrieg wurde diese Notkirche in den Jahren 1947 bis 1949 renoviert. In den 1960er Jahren entschloss man sich endlich zu einem Neubau an einem geeigneten Bauplatz. Die Wahl fiel dabei auf den ehemaligen Fußballplatz des FAC. Architekt war der Stadtbaurat Alfons Leitl aus Trier. Er war bereits in Deutschland durch Kirchenbauten wie St. Martinus in Aldenhoven und St. Barbara in Mülheim an der Ruhr bekannt geworden. Leitl plante die neue Pfarrstation mit der Kirche zum Hl. Blut Christi, die später die Pfarrkirche der Pfarre Gartenstadt wurde. Der Bau wurde in den Jahren 1962 bis 1964 fertiggestellt. Anfang der 1980er Jahre wurde auf einem Teil des Pfarrgrundes die Wohnhausanlage Prälat Dr. Gorbach Hof errichtet.

## Architektur
Eine besondere Herausforderung für den Architekten Alfons Leitl war die Nähe zum monumentalen Karl-Seitz-Hof. Bei der Positionierung der Kirche vermied er dessen strenge Achse und richtete den alleinstehenden Turm auf die tangentiale Dunantgasse aus. Die rechteckige Kirche erhielt ein zentrierendes Zeltdach. Die Wände sind filigran aufgelöst, lassen jedoch nur wenig Licht durch, sodass der Raum mystisch wirkt.
Im Inneren der Kirche sind das Taufbecken und ein Kreuz von Siegfried Walter.

## Liste der Pfarrer

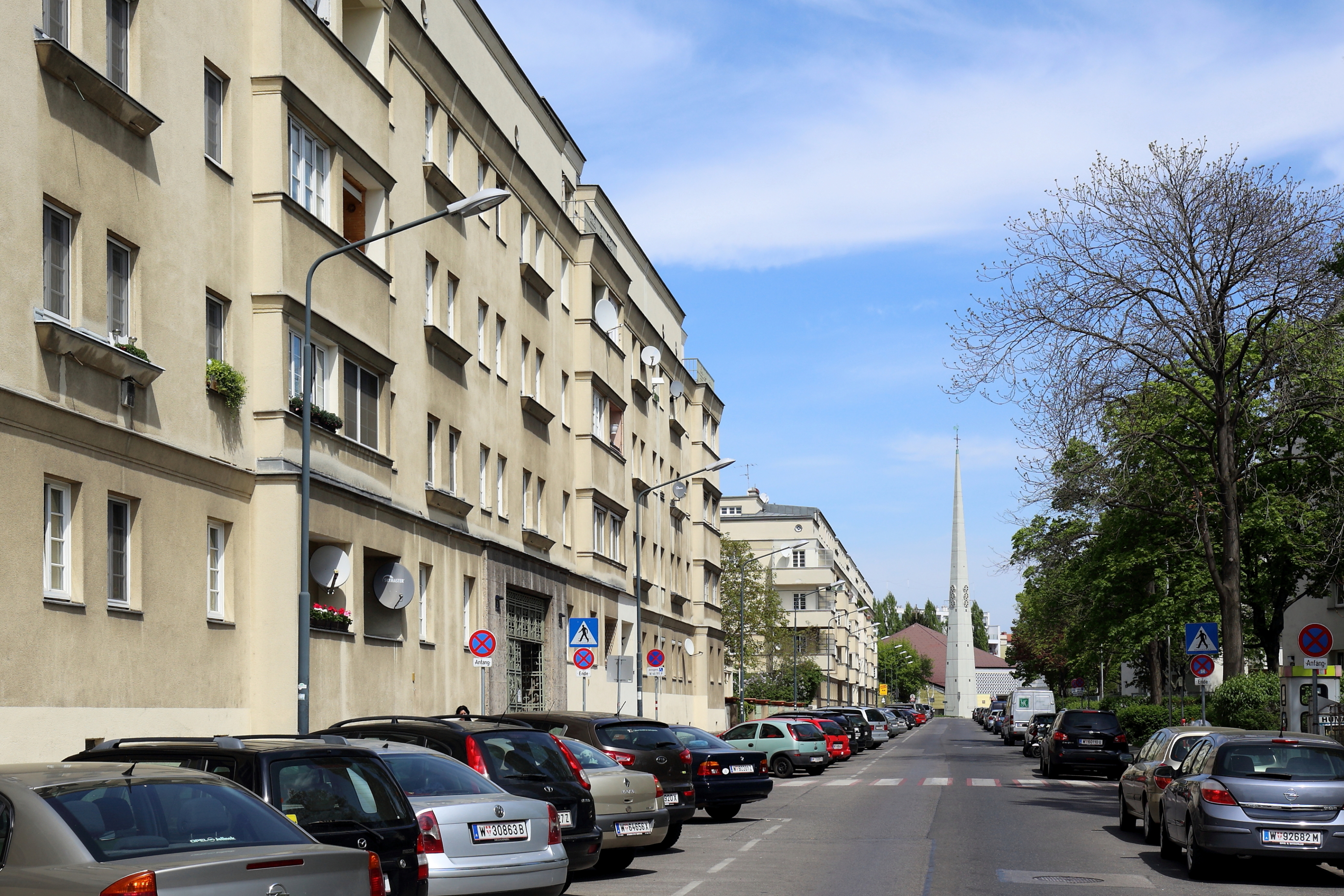
Karl-Seitz-Hof, am Ende der Dunantgasse die Kirche mit dem markanten Turm

- Josef Geist (1964–1973)
- Alfred Hobiger (1973–1984)
- Gustav J. Murlasits (1984–2001)
- Iosif Antoci (2001–2006)
- Pawel Wojciga (2006–2018)
- Wojciech Dworak (2018–2024)
- Zbigniew Grochowski (seit 2024)

## Syrisch-orthodoxe Gemeinde
Seit September 2006 feiert die Pfarrgemeinde der Syrisch-orthodoxen Kirche Wien ihre Gottesdienste in der Blut-Christi-Kirche, und zwar jeweils samstags vor und sonntags nach dem römisch-katholischen Gottesdienst.

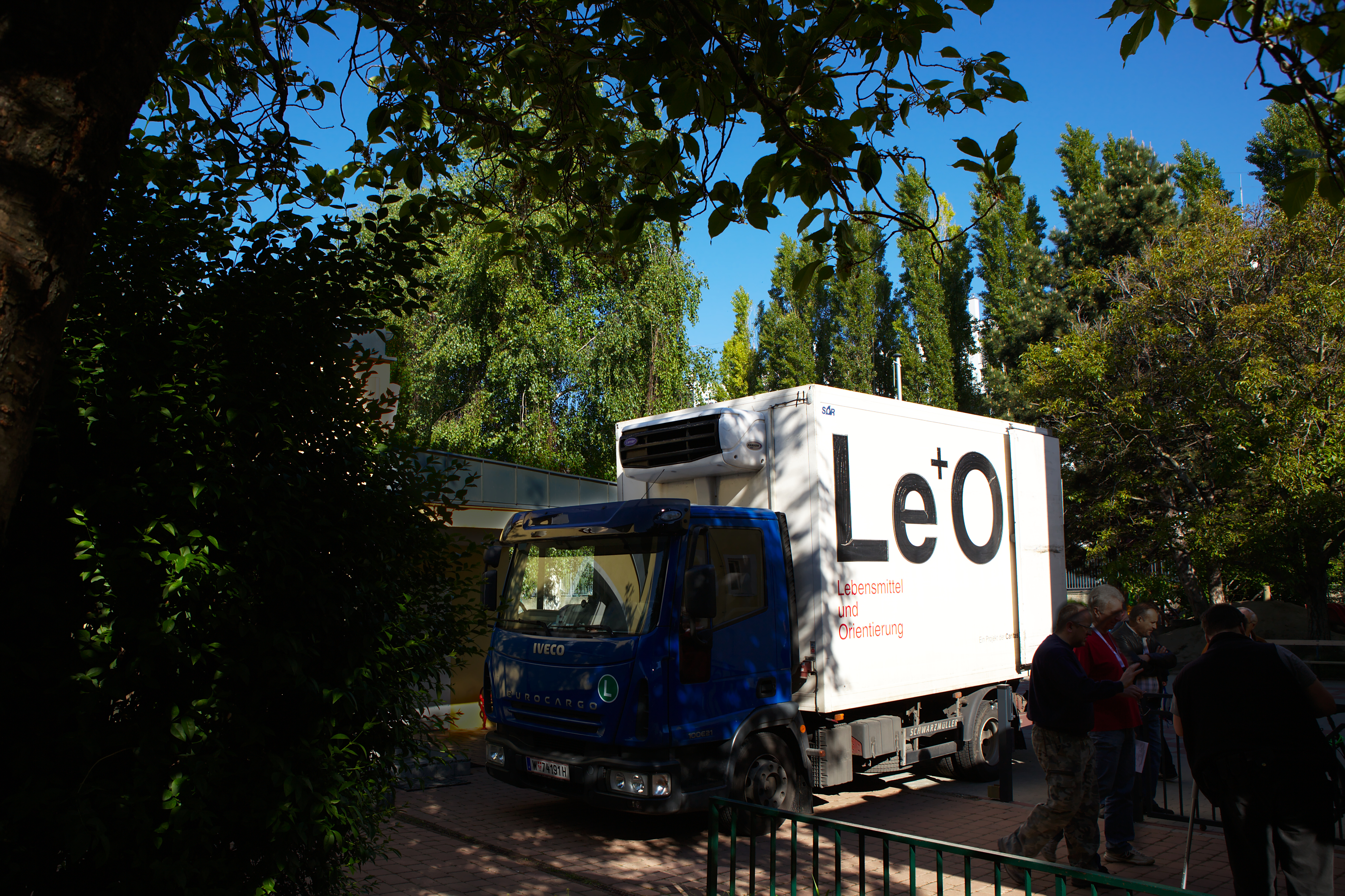
Le+O (Lebensmittel und Orientierung) in der Pfarre Gartenstadt

## Sonstiges
In der Pfarre ist eine Lebensmittelausgabe der Caritas Wien. Außerdem ist die Gartenstadt die Heimatpfarre des emeritierter Linzer Bischofs Ludwig Schwarz, dessen Familie 1965 in das Pfarrgebiet zog.